# Übermut

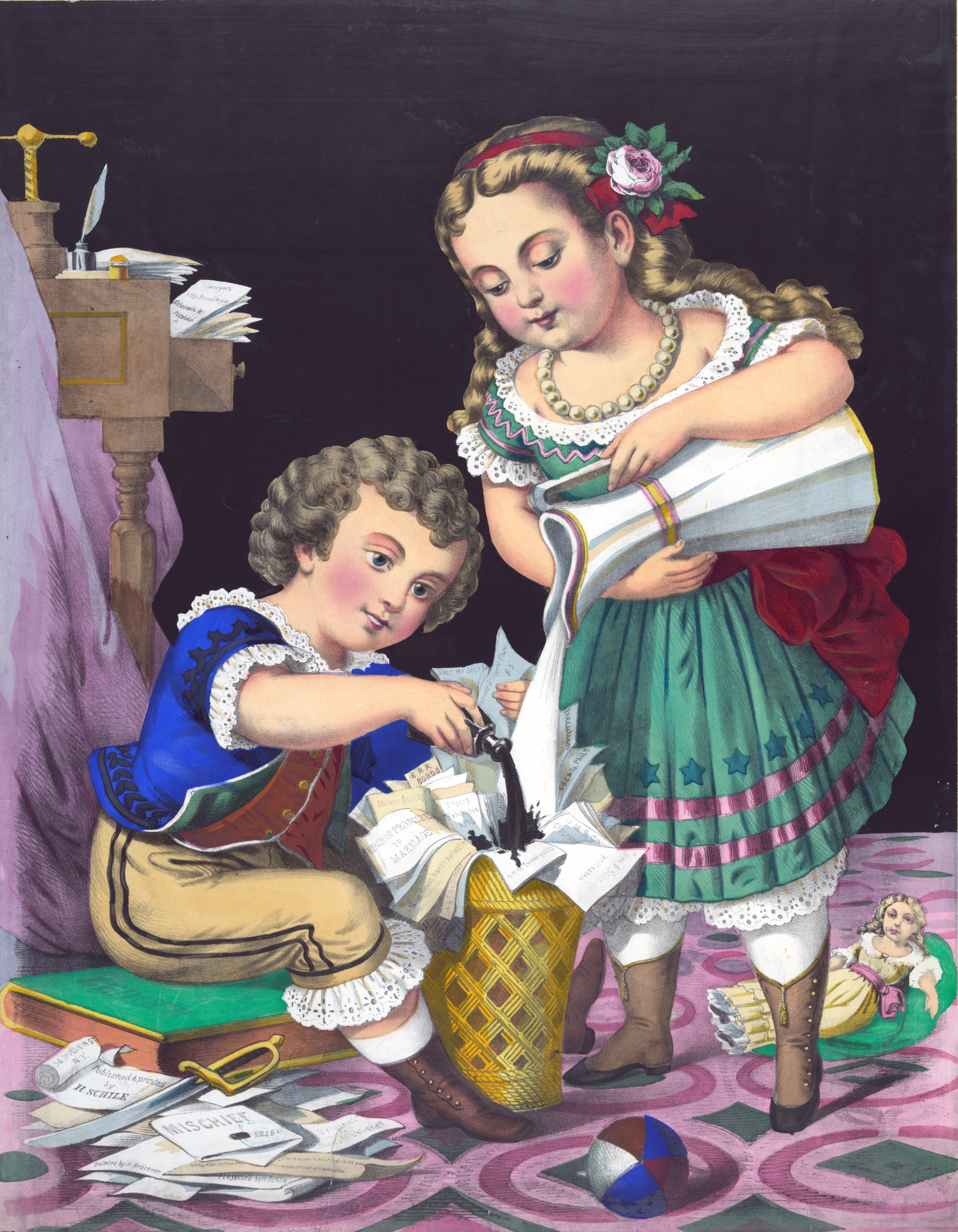
H. Brückner, Mischief (1874)

Übermut (lateinisch superbia, griechisch hybris) bedeutet redensartlich eine Leichtfertigkeit oder Mutwilligkeit – im Gegensatz etwa zu Gedrücktheit oder Schwerfälligkeit. Seine Steigerung ist die Tollkühnheit, seine extreme Form die Hybris, die daher in der griechischen Mythologie auch von den Göttern bestraft wird.

## Historischer Sprachgebrauch
Im älteren deutschen Sprachgebrauch ist „Übermut“ auch überhebliche (hoffärtige) Willkür. Auch Übermut des Adels, in der tieckschen Hamlet-Übersetzung der Übermut der Ämter (siehe auch dessen Der gestiefelte Kater).
So haben bereits Hans Rosenplüt und der Drucker Hans Schobser (1500–1530) geschrieben Von dem künig in dem bad dem sein gewalt genommen ward Durch sein Übermut vnd hochffart darumb er von got gestrafft ward (München um 1501).

## Übermut in Philosophie, Religion und Psychologie
- Philosophisch wird der Übermut auch als „das vermessene Vertrauen eines Menschen auf seine eigenen Kräfte“ gesehen (Kirchner). Besonders seit den griechischen Tragödiendichtern steht der Übermut in der Kritik. Sophokles zeigt im Aias die Folgen des Übermutes und beschließt seine Antigone mit dem Satz: »Es tut uns zumeist Besonnenheit not, um glücklich zu sein. Drum sündiget nie am Göttergebot. Die Vermessenheit büßt ihr prahlendes Wort mit schwerem Gericht und muss dann zuletzt noch im Alter Besonnenheit lernen.« Daher gilt der Übermut vor allem im christlichen Kontext als Laster, dem die Demut als Tugend gegenübersteht.
- Nicht selten werden auch die griechisch-mythologische Figur des Ikaros und die biblische Geschichte vom Turmbau zu Babel mit Übermut in Verbindung gebracht.

## Sprichwort
Ein bekanntes Sprichwort sagt: Übermut tut selten gut.
Wohlwollend wird er nur Kindern oder Fohlen zugebilligt.

## Übermut in der Kunst
- Paul Klee hat eins seiner Bilder Übermut genannt.
- Auch in der Musik wurde der Übermut zum Motiv, z. B. in Joseph Haydns Gesang Wider den Übermut.